# Tuggen

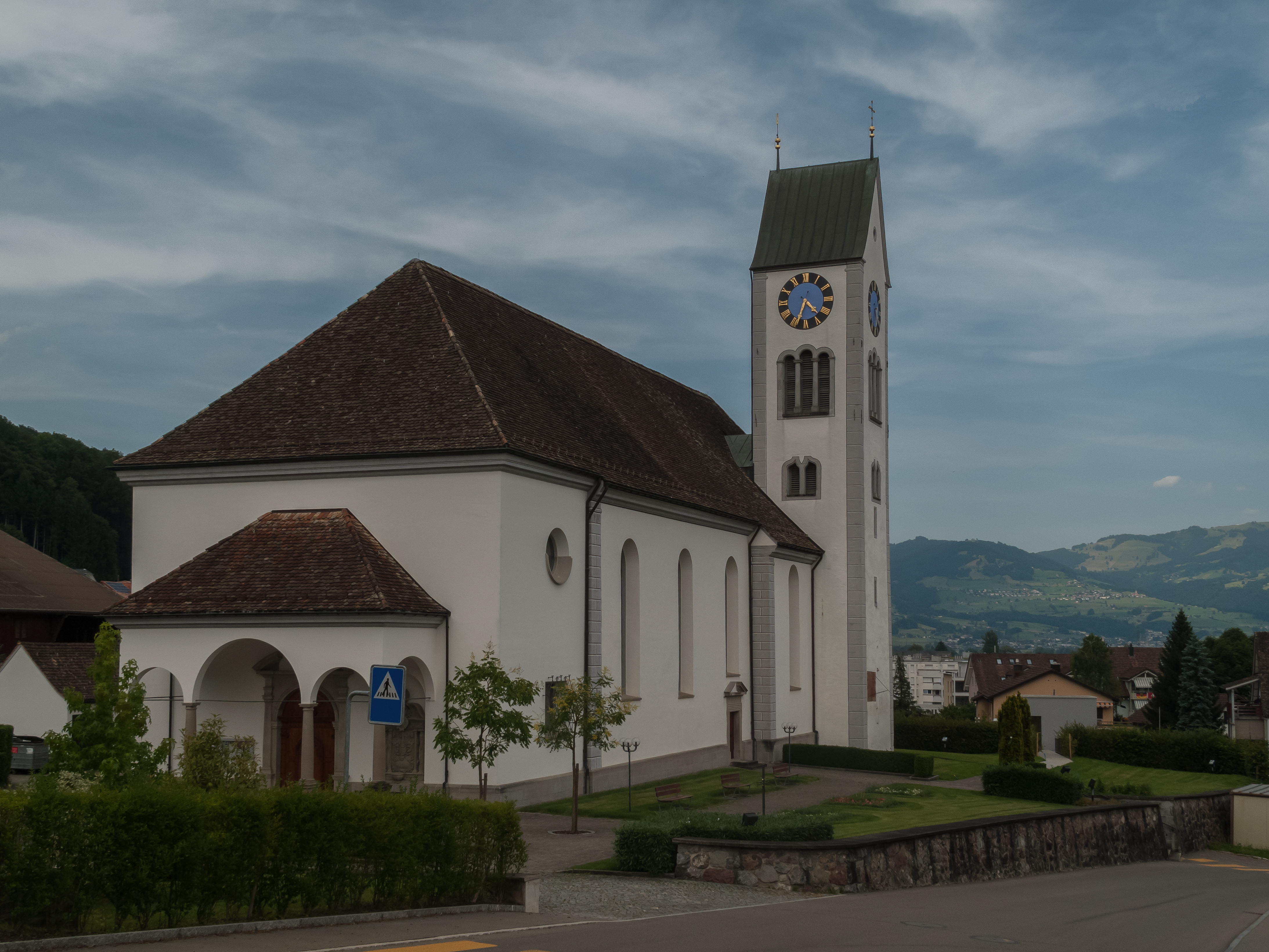
Église: Pfarrkirche Sankt Erhard

Tuggen est une commune suisse du canton de Schwytz, située dans le district de March.

## Géographie

Photo aérienne prise à 500 m par Walter Mittelholzer (1923)

Selon l'Office fédéral de la statistique, Tuggen mesure 13,52 km2.

## Démographie
Selon l'Office fédéral de la statistique, Tuggen compte 3 358 habitants fin 2022. Sa densité de population atteint 248 hab./km2.
Le graphique suivant résume l'évolution de la population de Tuggen entre 1850 et 2008 :